# الحوفزان
( الحوفزان ) الحارث بن شريك بن عمرو الصلب بن قيس بن شراحيل بن مرة بن همام بن مرة بن ذهل بن شيبان بن ثعلبة من فرسان بني شيبان ويلقب بقاتل الملوك ومن الجرارين في الجاهلية والجرار من يقود ألف فارس واحد فرسان  يوم ذي قار.

## نسبه
هو الحوفزان الحارث بن شريك بن عمرو الصلب بن قيس بن شراحيل بن مرة بن همام بن مرة بن ذهل بن شيبان بن ثعلبة

## نبذه
الحوفزان فارس شاعر جاهلي، من سادات بني شيبان يكنى أبا حمار سمي (الحوفزان) لان قيس بن عاصم أدركه في بعض حروبه وحفزه بطعنة في وركه عرج منها وقيل: عاش بعدها سنة وكان غزاء، من الجرارين (ولا يقال للرجل جرار حتى يرأس ألفا) ولعبد الله بن عنمة الضبي شعر في مدحه

## موته
مات وهو في وسط الميدان على يد مرة بن سعد الصعلوك سيد الصعاليك